# Fiep Westendorp
Fiep Westendorp, nacida Sophia Maria Westendorp (Zaltbommel, 17 de diciembre de 1916-Ámsterdam, 3 de febrero de 2004), fue una ilustradora neerlandesa, que se hizo muy popular debido a su larga colaboración  con la escritora Annie M. G. Schmidt. Tres generaciones de neerlandeses han crecido con sus ilustraciones.
Los dibujos que realizó para «Jip y Janneke», una serie de historias que se imprimieron en el diario neerlandés Het Parool entre 1953 y 1957, ahora existen en una gran variedad de artículos, vendidos por la cadena de grandes almacenes neerlandeses HEMA. Consiguió un premio especial de ilustración para toda su obra en1997. Desde 2007, la Universidad de Ámsterdam tiene una cátedra de ilustración en honor de Westendorp.

## Referencias

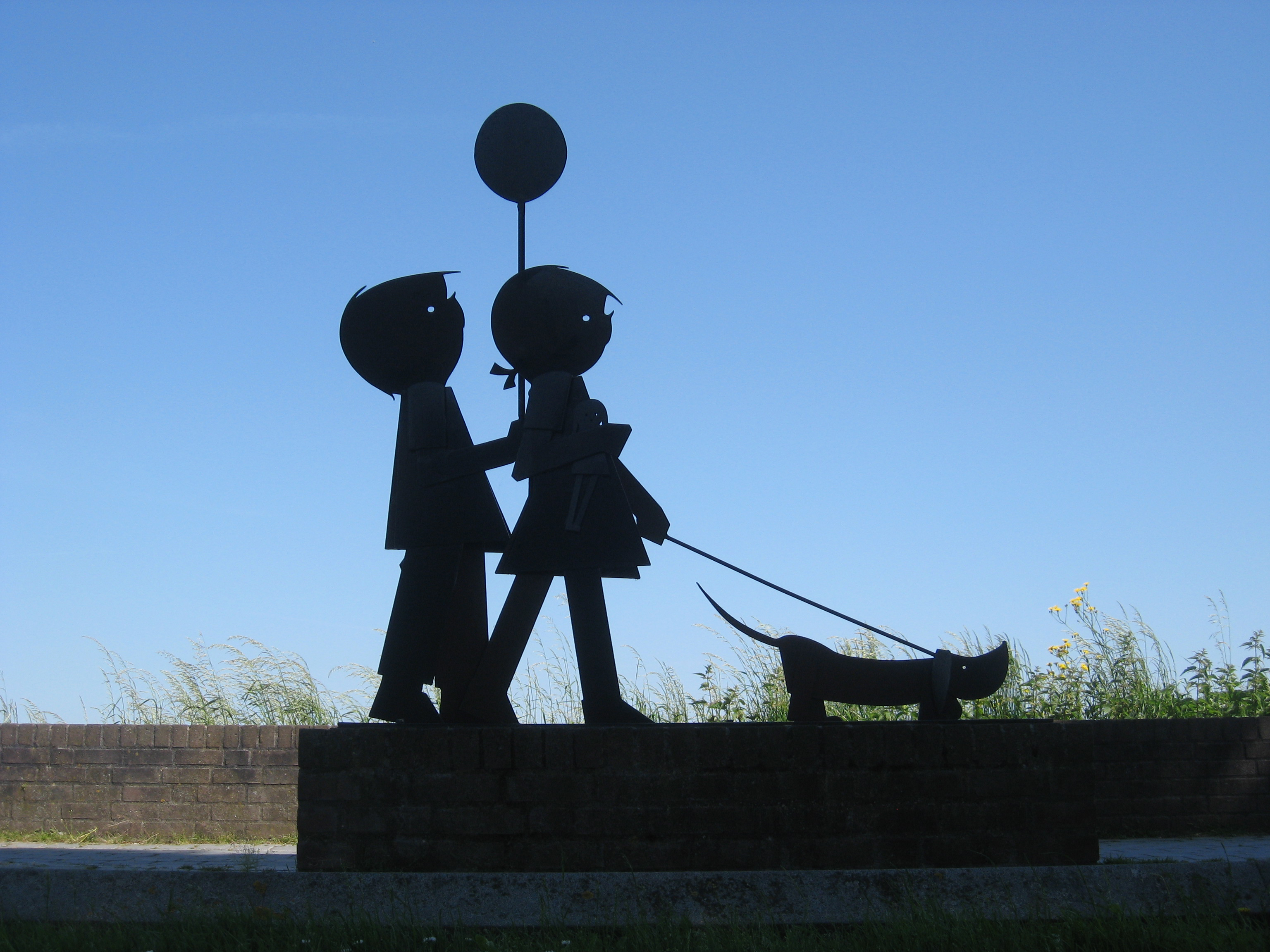
Jip y Janneke